# Codice della proprietà industriale
Il Codice della proprietà industriale è un atto normativo della Repubblica Italiana emanato nella forma del decreto legislativo 10 febbraio 2005, n. 30, in base all'articolo 15 della legge 12 dicembre 2002, n. 273.
Il Codice della proprietà industriale ha abrogato circa una trentina di norme (leggi o norme di leggi) e ha quindi racchiuso in un testo unico molte regole frammentarie. Il nuovo Codice ha segnato anche un cambiamento qualitativo, in quanto ha riordinato, aggiornato e semplificato la materia.

## Storia
La legge delega n. 273 del 12 dicembre 2002 fissava i principi base e i criteri da seguire per il riassetto delle disposizioni in materia di proprietà industriale. Alcuni degli obiettivi erano:
- Trattare la materia in modo più sistematico, logico e coerente di quanto non facessero tutte le norme precedenti e definire dei settori omogenei con proprie regole;
- Adeguare la normativa alle regole internazionali e comunitarie (tra cui ad esempio l'accordo TRIPS);
- Adeguare la disciplina alle moderne tecnologie informatiche;

tutto ciò con lo scopo di favorire l'iniziativa privata e lo sviluppo della concorrenza.
La legge delega, nelle disposizioni per il riassetto, si è riferita in modo esplicito alla “proprietà industriale”, escludendo così la materia del diritto d'autore. Questa esclusione è stata giustificata dal fatto che le due materie sono di competenza di Ministeri diversi. Oggi la distinzione tra diritto d'autore e proprietà industriale viene da una parte annullata (ad esempio l'accordo TRIPS si riferisce solo alla proprietà intellettuale) dall'altra enfatizzata (volendosi allontanare dal termine “proprietà” per non confondere i diritti su beni materiali con quelli su beni immateriali).

## Contenuto
Il Codice si compone di 246 articoli. Oltre ai brevetti per invenzione, ai marchi e degli altri segni distintivi e ai modelli di utilità già ampiamente regolati dal codice civile italiano del 1942, e da altre norme. Esso inoltre regola anche le nuove varietà vegetali e le topografie dei prodotti a semiconduttori.
All'articolo 1 viene definita l'espressione proprietà industriale:
I diritti di proprietà industriale possono essere costituiti mediante brevettazione o registrazione oppure sorgere da determinati presupposti della legge, come specificato all'art. 2.
In particolare sono oggetto di brevettazione:
- le invenzioni,
- i modelli di utilità,
- le nuove varietà vegetali.

Sono oggetto di registrazione:
- i marchi,
- i disegni e modelli,
- le topografie di prodotti a semiconduttori.

Infine sono protetti, se si verificano le condizioni disciplinate dalla norma,:
- i segni distintivi diversi dal marchio registrato,
- le informazioni aziendali riservate,
- le indicazioni geografiche,
- le denominazioni di origine.

L'articolo 3 fissa il diritto di reciprocità sancito dall'art. 2 della Convenzione di Parigi per la protezione della proprietà industriale. Viene quindi accordato lo stesso trattamento riservato ai cittadini italiani, in materia di proprietà industriale, anche ai cittadini stranieri:
1. appartenenti agli Stati membri della Convenzione di Parigi;
2. appartenenti agli Stati facenti parte della Organizzazione mondiale del commercio;
3. non appartenenti agli Stati dei punti 1 e 2, ma che sono domiciliati o hanno uno stabilimento industriale o commerciale effettivo sul territorio di uno Stato firmatario della Convenzione di Parigi;
4. non appartenenti agli Stati dei punti 1 e 2, ma a uno Stato che accorda ai cittadini italiani reciprocità di trattamento.

L'articolo 4 disciplina il diritto di priorità in accordo con l'art. 4 della Convenzione di Parigi per la protezione della proprietà industriale. Chiunque deposita regolarmente una domanda per ottenere un titolo di proprietà industriale, in uno Stato facente parte di una convenzione che riconosce il diritto di priorità, fruisce per un certo periodo di tempo del diritto di priorità per il deposito negli altri Stati della convenzione. In questo modo dalla prima domanda di deposito si ha tempo, entro certi limiti, per valutare se e dove sia effettivamente conveniente ottenere la tutela del titolo, pur mantenendo salvo il requisito della novità. Se verranno quindi fatte da terzi domande, pubblicazioni o attuazioni del titolo in un Paese straniero successivamente alla data del primo deposito non saranno considerate anteriorità opponibili ai successivi depositi del titolare.
L'articolo 5 stabilisce il principio di esaurimento, in base al quale la prima volta che l'oggetto del diritto di proprietà industriale viene messo in commercio il titolare perde le sue facoltà esclusive. Quindi non può impedire, salvo quando sussistano motivi legittimi, che l'oggetto venga messo in commercio anche negli altri Stati membri della Comunità europea o dello Spazio economico europeo.
L'articolo 6 richiama le disposizioni del codice civile relative alla comunione nel caso in cui un diritto di proprietà industriale appartenga a più soggetti.

## Struttura
Nel codice si distinguono otto parti, che costituiscono sezioni a sé stanti:

### Capo I: Disposizioni generali e principi fondamentali
In questa parte del codice vengono fissati l'ambito di applicazione della normativa e gli obiettivi della stessa. Inoltre sono fornite caratteristiche e norme generali valide per tutti i diritti di proprietà industriale:
- costituzione e acquisizione dei diritti
- disciplina applicabile agli stranieri
- principi di priorità, esaurimento e comunione

### Capo II: Norme relative all'esistenza, all'ambito e all'esercizio dei diritti di proprietà industriale
Questa parte è suddivisa in nove sezioni, ognuna delle quali tratta un singolo diritto di proprietà industriale:
- marchi,
- indicazioni geografiche,
- disegni e modelli,
- invenzioni,
- invenzioni biotecnologiche,
- modelli di utilità,
- topografie di prodotti a semiconduttori,
- informazioni segrete
- nuove varietà vegetali.

Nell'ambito delle singole sezioni, si regola
- l'oggetto del diritto di proprietà industriale,
- i requisiti per ottenerlo e le eccezioni agli stessi,
- gli effetti della tutela, la sua durata, i diritti e gli oneri a essa connessi,
- le limitazioni a tali diritti, le cause di decadenza e di nullità.

#### Contenuto dettagliato del Capo II

##### Marchi
Il marchio è disciplinato dagli articoli 7-28 del Codice della proprietà industriale. Gli oggetti a cui il diritto si riferisce sono segni suscettibili di essere rappresentati graficamente, in particolare le parole, compresi i nomi di persone, i disegni, le lettere, le cifre, i suoni, la forma del prodotto o della confezione di esso, le combinazioni o le tonalità cromatiche, purché siano atti: 
- a distinguere i prodotti o i servizi di un'impresa da quelli di altre imprese;

- ad essere rappresentati nel registro in modo tale da consentire alle autorità competenti ed al pubblico di determinare con chiarezza e precisione l'oggetto della protezione conferita al titolare (art. 7[11]).

Il marchio per essere registrato non deve avere le seguenti caratteristiche indicate negli Articoli 12, 13 e 14. 
- Non possono costituire oggetto di registrazione come marchio d'impresa i segni che alla data del deposito della domanda:

1. siano identici o simili ad un segno già noto come marchio o segno distintivo di prodotti o servizi fabbricati, messi in commercio o prestati da altri per prodotti o servizi identici o affini;
2. siano identici o simili ad un segno già noto come ditta, denominazione o ragione sociale, insegna e nome a dominio usato nell'attività economica, o altro segno distintivo adottato da altri;
3. siano identici o simili ad un marchio già da altri registrato nello Stato o con efficacia nello Stato in seguito a domanda depositata in data anteriore o avente effetto da data anteriore in forza di un diritto di priorità o di una valida rivendicazione di preesistenza per prodotti o servizi identici (Art.12[12]).

- Non possono costituire oggetto di registrazione come marchio d'impresa i segni privi di carattere distintivo e in particolare:

1. quelli che consistono esclusivamente in segni divenuti di uso comune nel linguaggio corrente o negli usi costanti del commercio;
2. quelli costituiti esclusivamente dalle denominazioni generiche di prodotti o servizi o da indicazioni descrittive che ad essi si riferiscono, come i segni che in commercio possono servire a designare la specie, la qualità, la quantità, la destinazione, il valore, la provenienza geografica ovvero l'epoca di fabbricazione del prodotto o della prestazione del servizio o altre caratteristiche del prodotto o servizio (Art. 13[13]).

- Non possono costituire oggetto di registrazione come marchio d'impresa:

1. i segni contrari alla legge, all'ordine pubblico o al buon costume;
2. i segni idonei ad ingannare il pubblico, in particolare sulla provenienza geografica, sulla natura  o sulla qualità dei prodotti o servizi, ovvero sulla tipologia di marchio;
3. i segni il cui uso costituirebbe violazione di un altrui diritto di autore, di proprietà industriale o altro diritto esclusivo di terzi (Art. 14[14]).

Il marchio per essere tutelato è soggetto a registrazione, che è effettiva esclusivamente su determinati prodotti e servizi indicati in essa o prodotti e servizi affini a questi. La registrazione, eccetto casi di ritiro da parte del titolare, dura per 10 anni dalla data di deposito della domanda. Per tutto il corso di tale periodo i diritti esclusivi relativi a tale marchio spettano al titolare. La registrazione può essere rinnovata. Le norme riguardanti l'obbligo e le caratteristiche della registrazione dei marchi sono contenute nell'Articolo 15. Nello stesso Articolo sono presenti le condizioni di rinuncia, che deve essere annotata nel registro dei marchi d'impresa e notificata nel Bollettino ufficiale.
Il titolare del marchio d'impresa registrato ha la facoltà di utilizzare in modo esclusivo il marchio ed ha il diritto di vietare a terzi di usare nell'attività economica (art. 20):
1. un segno identico al marchio per prodotti o servizi identici a quelli per cui esso è stato registrato;
2. un segno identico o simile al marchio registrato, per prodotti o servizi identici o affini, se a causa dell'identità o somiglianza fra i segni e dell'identità o affinità fra i prodotti o servizi, possa determinarsi un rischio di confusione per il pubblico, che può consistere anche in un rischio di associazione fra i due segni;
3. un segno identico o simile al marchio registrato per prodotti o servizi anche non affini, se il marchio registrato goda nello stato di rinomanza e se l'uso del segno senza giusto motivo consente di trarre indebitamente vantaggio dal carattere distintivo o dalla rinomanza del marchio o reca pregiudizio agli stessi.

Oltre al marchio registrato, esiste anche la possibilità di usare un marchio "di fatto". Questo tipo di marchio, a differenza di quello registrato, viene associato al titolare gratuitamente e mediante il semplice utilizzo di esso. I vantaggi portati da un marchio di fatto sono però di natura assai ristretta, e si limitano al diritto di continuare ad utilizzare quel determinato marchio nel caso si crei un conflitto con un secondo marchio registrato successivamente ma riguardante prodotti o servizi analoghi. Inoltre, l'individuo precedentemente titolare del marchio di fatto, dopo una registrazione di marchio analogo da parte di terzo può continuare ad utilizzarlo solo sulla scala territoriale rispetto alla quale il suo era già affermato fin da prima, mentre esternamente a questa zona il diritto su questo marchio è esclusivamente dell'individuo titolare di quello registrato.

##### Indicazioni geografiche
Le indicazioni geografiche (e denominazione d’origine) sono disciplinate, nel Codice della proprietà industriale, agli Articoli 29 e 30. Gli oggetti tutelati sono le indicazioni geografiche e le denominazioni di origine che identificano un paese, una regione o una località, quando siano adottate per designare un prodotto che ne è originario e le cui qualità, reputazione o caratteristiche sono dovute esclusivamente o essenzialmente all'ambiente geografico d'origine, comprensivo dei fattori naturali, umani e di tradizione (art. 29). 
Questo diritto tutela il titolare ritenendo vietato, quando sia idoneo ad ingannare il pubblico, l'uso di indicazioni geografiche e di denominazioni di origine, nonché l'uso di qualsiasi mezzo nella designazione o presentazione di un prodotto che indichino o suggeriscano che il prodotto stesso provenga da una località diversa dal vero luogo di origine, oppure che il prodotto presenti le qualità proprie dei prodotti provenienti da una località designata da un'indicazione geografica (art. 30).
Questo per quanto riguarda le indicazioni disciplinate nel Codice italiano della proprietà industriale. Esiste però anche un quadro normativo europeo (il regolamento n. 510/2006) che disciplina DOP, IGP e le STG.

##### Disegni e modelli
I disegni e modelli sono disciplinati, nel Codice della proprietà industriale, dagli Articoli 30-44. Gli oggetti tutelati sono i disegni e modelli, l'aspetto dell'intero prodotto o di una sua parte quale risulta, in particolare, dalle caratteristiche delle linee, dei contorni, dei colori, della forma, della struttura superficiale ovvero dei materiali del prodotto stesso ovvero del suo ornamento, a condizione che siano nuovi ed abbiano carattere individuale. Per prodotto si intende qualsiasi oggetto industriale o artigianale, compresi tra l'altro i componenti che devono essere assemblati per formare un prodotto complesso, gli imballaggi, le presentazioni, i simboli grafici e caratteri tipografici, esclusi i programmi per elaboratore. Per prodotto complesso si intende un prodotto formato da più componenti che possono essere sostituiti, consentendo lo smontaggio e un nuovo montaggio del prodotto (art. 31). 
I caratteri che rendono tutelabili i disegni ed i modelli sono disciplinati dagli Articoli 32, 33 e 33-bis. 
- Un disegno o modello è nuovo se nessun disegno o modello identico è stato divulgato anteriormente alla data di presentazione della domanda di registrazione, ovvero, qualora si rivendichi la priorità, anteriormente alla data di quest'ultima. I disegni o modelli si reputano identici quando le loro caratteristiche differiscono soltanto per dettagli irrilevanti (Art. 32[21]).

- Un disegno o modello ha carattere individuale se l'impressione generale che suscita nell'utilizzatore informato differisce dall'impressione generale suscitata in tale utilizzatore da qualsiasi disegno o modello che sia stato divulgato prima della data di presentazione della domanda di registrazione o, qualora si rivendichi la priorità, prima della data di quest'ultima (Art. 33[22], comma 1).
- Nell'accertare il carattere individuale di cui al comma 1, si prende in considerazione il margine di libertà di cui l'autore ha beneficiato nel realizzare il disegno o modello (Art. 33[22], comma 2).

- Non può costituire oggetto di registrazione il disegno o modello contrario all'ordine pubblico o al buon costume; il disegno o modello non può essere considerato contrario all'ordine pubblico o al buon costume per il solo fatto di essere vietato da una disposizione di legge o amministrativa (Art. 33-bis[23], comma 1).
- Non può costituire oggetto di registrazione il disegno o modello che costituisce utilizzazione impropria di uno degli elementi elencati nell'articolo 6-ter della Convenzione di Parigi per la protezione della proprietà industriale, testo di Stoccolma del 14 luglio 1967, ratificato con legge 28 aprile 1976, n. 424, ovvero di segni, emblemi e stemmi diversi da quelli contemplati da detto articolo e che rivestono un particolare interesse pubblico nello Stato (Art. 33-bis[23], comma 2).

Con la registrazione il titolare acquisirà il diritto esclusivo alla realizzazione e alla commercializzazione del disegno o modello per un periodo di 5 anni a decorrere dalla data di presentazione della domanda. Il titolare può ottenere la proroga della durata per uno o più periodi di 5 anni fino ad un massimo di 25 anni dalla data di presentazione della domanda di registrazione (art. 37).
Questo diritto attribuisce al titolare la facoltà esclusiva d’utilizzare i disegni e i modelli e di vietare a terzi di utilizzare (art. 41):
1. il disegno o modello del titolare del diritto;
2. qualunque disegno o modello che non produca nell'utilizzatore informato una impressione generale diversa.

I diritti conferiti dalla registrazione del disegno o modello non si estendono agli atti compiuti in ambito privato o per fini non commerciali; agli atti compiuti a fini di sperimentazione; agli atti di riproduzione necessari per le citazioni o per fini didattici, purché siano compatibili con i principi della correttezza professionale, non pregiudichino indebitamente l'utilizzazione normale del disegno o modello e sia indicata la fonte. I diritti esclusivi conferiti dalla registrazione del disegno o modello non sono esercitabili riguardo all'arredo e alle installazioni dei mezzi di locomozione navale e aerea immatricolati in altri Paesi che entrano temporaneamente nel territorio dello Stato; all'importazione nello Stato di pezzi di ricambio e accessori destinati alla riparazione dei mezzi di trasporto predetti; all'esecuzione delle riparazioni sui mezzi di trasporto predetti (art. 42).
Occorre tenere presente l’esistenza del disegno o modello comunitario non registrato che è operativo con il Regolamento europeo dal 6 marzo 2002. Esso è un diritto che viene acquisito dall'autore gratuitamente e automaticamente (senza presentazione di domanda) a partire dalla data di divulgazione o di uso pubblico e ha durata di 3 anni.

##### Invenzioni
Le invenzioni sono disciplinate dagli articoli 45-81 del Codice della proprietà industriale. Possono costituire oggetto di brevetto per invenzione le invenzioni, di ogni settore della tecnica, che sono nuove e che implicano un'attività inventiva e sono atte ad avere un'applicazione industriale(art. 45). I 3 caratteri dell’articolo 45 comma 1, sono approfonditi negli articoli che seguono.
Un'invenzione è considerata nuova se non è compresa nello stato della tecnica. Lo stato della tecnica è costituito da tutto ciò che è stato reso accessibile al pubblico nel territorio dello Stato o all'estero prima della data del deposito della domanda di brevetto, mediante una descrizione scritta od orale, una utilizzazione o un qualsiasi altro mezzo. È pure considerato come compreso nello stato della tecnica il contenuto di domande di brevetto italiano o di domande di brevetto europeo designanti l'Italia, così come sono state depositate, che abbiano una data di deposito anteriore a quella menzionata sopra e che siano state pubblicate o rese accessibili al pubblico anche in questa data o più tardi. Le predette disposizioni non escludono la brevettabilità di una sostanza o di una composizione di sostanze già compresa nello stato della tecnica, purché in funzione di una nuova utilizzazione (art. 46).
Una divulgazione dell'invenzione non è presa in considerazione se si è verificata nei 6 mesi che precedono la data di deposito della domanda di brevetto e risulta direttamente o indirettamente da un abuso evidente ai danni del richiedente o del suo dante causa. Non è presa altresì in considerazione la divulgazione avvenuta in esposizioni ufficiali o ufficialmente riconosciute ai sensi della Convenzione concernente le esposizioni internazionali. Per le invenzioni per le quali si è rivendicata la priorità ai sensi delle convenzioni internazionali, lo stato della tecnica rilevante ai sensi degli articoli 46 e 48 deve valutarsi con riferimento alla data alla quale risale la priorità. Per i brevetti di invenzione e per i modelli di utilità, il deposito nazionale in Italia dà luogo al diritto di priorità anche rispetto a una successiva domanda nazionale depositata in Italia, in relazione a elementi già contenuti nella domanda di cui si rivendica la priorità (art. 47).
Un'invenzione è considerata come implicante un'attività inventiva se, per una persona esperta del ramo, essa non risulta in modo evidente dallo stato della tecnica. Se lo stato della tecnica comprende documenti di cui al comma 3, dell'articolo 46, questi documenti non sono presi in considerazione per l'apprezzamento dell'attività inventiva (art. 48).
Un'invenzione è considerata atta ad avere un'applicazione industriale se il suo oggetto può essere fabbricato o utilizzato in qualsiasi genere di industria, compresa quella agricola.(art. 49).
L'Articolo 50 del Codice della proprietà industriale disciplina la liceità:
1. Non possono costituire oggetto di brevetto le invenzioni la cui attuazione è contraria all'ordine pubblico o al buon costume;
2. L'attuazione di un'invenzione non può essere considerata contraria all'ordine pubblico o al buon costume per il solo fatto di essere vietata da una disposizione di legge o amministrativa.

Il brevetto per invenzione industriale dura venti anni a decorrere dalla data di deposito della domanda e non può essere rinnovato, né può esserne prorogata la durata (art. 60).
Il diritto di essere riconosciuto autore dell'invenzione può essere fatto valere dall'inventore e, dopo la sua morte, dal coniuge e dai discendenti fino al secondo grado; in loro mancanza o dopo la loro morte, dai genitori e dagli altri ascendenti ed in mancanza, o dopo la morte anche di questi, dai parenti fino al quarto grado incluso (art. 62).
I diritti nascenti dalle invenzioni industriali, tranne il diritto di essere riconosciuto autore, sono alienabili e trasmissibili. Il diritto al brevetto per invenzione industriale spetta all'autore dell'invenzione e ai suoi aventi causa (art. 63).
Il titolare può rinunciare al brevetto con atto ricevuto dall'Ufficio italiano brevetti e marchi, da annotare sul registro dei brevetti. Qualora in relazione al brevetto siano trascritti atti o sentenze che attribuiscano o accertino diritti patrimoniali di terzi sul brevetto ovvero domande giudiziali con le quali si chiede l'attribuzione o l'accertamento di tali diritti, la rinuncia è senza effetto se non accompagnata dal consenso scritto dei terzi medesimi (art. 78).

##### Invenzioni biotecnologiche
Le invenzioni biotecnologiche sono disciplinate dagli articoli 81-bis - 81-octies del Codice della proprietà industriale. Sono stati introdotti nel Codice con degli emendamenti successivi, in quanto il codice della proprietà industriale è stato emanato nella forma del decreto legislativo 10 febbraio 2005, ma quando sono stati introdotti questi articoli è stata abrogata la legge 78/2006 che prima disciplinava le invenzioni biotecnologiche. Sono brevettabili purché abbiano i requisiti di novità, di attività inventiva e siano suscettibili di applicazione industriale (art. 81-quater).
L’oggetto tutelato è: 
1. un materiale biologico, isolato dal suo ambiente naturale o prodotto tramite un procedimento tecnico, anche se preesistente allo stato naturale;
2. un procedimento tecnico attraverso il quale viene prodotto, lavorato o impiegato materiale biologico, anche se preesistente allo stato naturale;
3. qualsiasi nuova utilizzazione di un materiale biologico o di un procedimento tecnico relativo a materiale biologico;
4. un'invenzione relativa ad un elemento isolato dal corpo umano o diversamente prodotto, mediante un procedimento tecnico, anche se la sua struttura è identica a quella di un elemento naturale, a condizione che la sua funzione e applicazione industriale siano concretamente indicate e descritte;
5. un'invenzione riguardante piante o animali ovvero un insieme vegetale, caratterizzato dall'espressione di un determinato gene e non dal suo intero genoma, se la loro applicazione non è limitata, dal punto di vista tecnico, all'ottenimento di una determinata varietà vegetale o specie animale e non siano impiegati, per il loro ottenimento, soltanto procedimenti essenzialmente biologici.

##### Modelli di utilità
I modelli d’utilità sono disciplinati dagli articoli 82-86 del Codice della proprietà industriale. I modelli d’utilità sono i nuovi modelli atti a conferire particolare efficacia o comodità di applicazione o di impiego a macchine, o parti di esse, strumenti, utensili od oggetti di uso in genere, quali i nuovi modelli consistenti in particolari conformazioni, disposizioni, configurazioni o combinazioni di parti (art. 82).
Il diritto al brevetto spetta all'autore del nuovo modello di utilità ed ai suoi aventi causa (art. 83).
Il brevetto per modello di utilità dura 10 anni dalla data di presentazione della domanda (art. 85).

##### Topografie di prodotti a semiconduttori
Le topografie di prodotti a semiconduttori sono disciplinate dagli articoli 87-97 del Codice della proprietà industriale. 
È considerato prodotto a semiconduttori ogni prodotto finito o intermedio (art. 87): 
1. che consistente in un insieme di materiali che comprende uno strato di materiale semiconduttore;
2. che contiene uno o più strati composti di materiale conduttore, isolante o semiconduttore, disposti secondo uno schema tridimensionale prestabilito;
3. destinato a svolgere, esclusivamente o insieme ad altre funzioni, una funzione elettronica.

Inoltre la topografia di un prodotto a semiconduttori è una serie di disegni correlati, comunque fissati o codificati:
1. rappresentanti lo schema tridimensionale degli strati di cui si compone un prodotto a semiconduttori;
2. nella qual serie ciascuna immagine riproduce in tutto o in parte una superficie del prodotto a semiconduttori in uno stadio qualsiasi della sua fabbricazione.

Possono costituire oggetto di diritti esclusivi le topografie risultanti dallo sforzo intellettuale creativo del loro autore che non siano comuni o familiari nell'ambito dell'industria dei prodotti a semiconduttori. Possono costituire oggetto di diritti esclusivi anche le topografie risultanti dalla combinazione di elementi comuni o familiari, purché nell'insieme soddisfino i requisiti precedentemente scritti (art. 88).
Il titolare del diritto sui prodotti semiconduttori può riprodurre in qualsiasi modo o forma, totalmente o parzialmente, la topografia; e sfruttare commercialmente, ovvero detenere o distribuire a scopo di commercializzazione, ovvero importare una topografia o un prodotto a semiconduttori in cui è fissata la topografia (art. 90).
È un diritto soggetto a registrazione. Il diritto dura 10 anni dal momento della domanda (art. 93).

##### Informazioni segrete
Le informazioni segrete sono disciplinate dagli articoli 98 e 99 del Codice della proprietà industriale. 
Per informazioni segrete si intendono le informazioni aziendali ed esperienze tecnico-industriali, comprese quelle commerciali, soggette al legittimo controllo del detentore (art. 98). 
I caratteri che devono essere rispettati sono: 
1. la segretezza, nel senso che le informazioni non devono essere, nel loro insieme o nella precisa configurazione e combinazione dei loro elementi, generalmente note o facilmente accessibili agli esperti ed agli operatori del settore;
2. il valore economico correlato alla segretezza;
3. il mantenimento della segretezza: nel senso che le informazioni devono essere sottoposte, da parte delle persone al cui legittimo controllo sono soggette, a misure da ritenersi ragionevolmente adeguate a mantenerle segrete.

La tutela del diritto ferma la disciplina della concorrenza sleale. Il legittimo detentore delle informazioni e delle esperienze aziendali ha il diritto di vietare, salvo proprio consenso, di acquisire, rivelare a terzi od utilizzare, in modo abusivo, tali informazioni ed esperienze, salvo il caso in cui esse siano state conseguite in modo indipendente dal terzo (art. 99).

##### Nuove varietà vegetali
Le nuove varietà vegetali sono disciplinate dagli articoli 100-116 del Codice della proprietà industriale. L’oggetto tutelato è l’insieme vegetale di un taxon botanico del grado più basso conosciuto che, conformandosi integralmente o meno alle condizioni previste per il conferimento del diritto di costitutore, può essere (art. 100):
1. definito in base ai caratteri risultanti da un certo genotipo o da una certa combinazione di genotipi;
2. distinto da ogni altro insieme vegetale in base all'espressione di almeno uno dei suddetti caratteri;
3. considerato come un'entità rispetto alla sua idoneità a essere riprodotto in modo conforme.

Per essere tutelata la varietà vegetale deve essere nuova (art. 103), distinta (art. 104), omogenea (art. 105) e stabile (art. 106).
Riguardo alla tutela è richiesta l'autorizzazione del costitutore per i seguenti atti compiuti in relazione al materiale di riproduzione o di moltiplicazione della varietà protetta (art. 107):
1. produzione o riproduzione;
2. condizionamento a scopo di riproduzione o moltiplicazione;
3. offerta in vendita, vendita o qualsiasi altra forma di commercializzazione;
4. esportazione o importazione;
5. detenzione per uno degli scopi sopra elencati.

Il diritto del costitutore dura 20 anni a decorrere dalla data della sua concessione. Per gli alberi e le viti tale diritto dura 30 anni dalla data della sua concessione (art. 109). L’ottenimento del diritto è soggetto a domanda di brevetto per una nuova varietà vegetale.

### Capo III: Tutela giurisdizionale dei diritti di proprietà industriale
Questa parte fissa le regole per le azioni giudiziarie ordinarie o cautelari.
- disciplina delle sezioni specializzate dei tribunali, previste dall'articolo 16 della legge n. 273/2002 e istituite con il decreto legislativo n. 168/2003,
- introduzione del rito abbreviato ricalcato su quello del nuovo diritto societario,
  - le disposizioni integrative della Commissione dei ricorsi, conseguenti all'applicazione della procedura di opposizione alla registrazione dei marchi di cui al decreto legislativo 447/99,
- introduzione delle norme sulla pirateria contenute nella legge finanziaria 2004.

### Capo IV: Acquisto e mantenimento dei diritti di proprietà industriale e relative procedure
In questa parte sono contenute le disposizioni che regolano le domande di brevetto, le domande di registrazione, la rivendicazione di priorità, l'opposizione e altre procedure.

### Capo V: Procedure speciali
In questa parte sono contenute le disposizioni riguardanti le procedure speciali, come:
- espropriazione,
- trascrizione,
- sequestro,
- segretazione militare,
- licenza obbligatoria,
- licenza volontaria sui principi attivi farmaceutici,
- contenzioso davanti alla Commissione dei ricorsi.

### Capo VI: Ordinamento professionale
Questa parte regola l'esercizio della rappresentanza e le disposizioni che deve rispettare l'ordine dei consulenti in proprietà industriale.

### Capo VII: Gestione dei servizi e diritti
Questa parte fissa delle regole per la struttura e il funzionamento dell'Ufficio Italiano Brevetti e Marchi, che ha il compito di provvedere ai servizi attinenti alla materia della proprietà industriale.

### Capo VIII: Disposizioni transitorie e finali
In questa parte sono contenute tutte le norme anteriori abrogate dal Codice e le norme necessarie alla transizione dal precedente al nuovo quadro normativo.